# Comuna Dumanți
Dumanți (în ucraineană Думанці) este o comună în raionul Cerkasî, regiunea Cerkasî, Ucraina, formată din satele Ciubivka și Dumanți (reședința).

## Demografie
Componența lingvistică a comunei Dumanți
     Ucraineană (94,43%)
     Rusă (4,27%)
     Alte limbi (0,1%)
Conform recensământului din 2001, majoritatea populației comunei Dumanți era vorbitoare de ucraineană (94,43%), existând în minoritate și vorbitori de rusă (4,27%).